# Kleed (maat)
Een kleed is een oude Nederlandse maat voor doek voor onder meer zeilen en vlaggen die in de negentiende eeuw veel werd gebruikt en die men nog sporadisch tegenkomt. 
Een kleedlengte is 50 cm. De breedte van een baan doek wordt in kleden aangegeven. Deze breedte wordt bepaald door het weefgetouw waarmee het is vervaardigd. De grootte van vlaggen werd opgegeven in kleden, gemeten aan de hijs of broeking. Men spreekt bijvoorbeeld over een  ¾-kleeds-, 1½-kleeds-, 2¼-kleeds vlag enz. Over het algemeen hebben vlaggen een lengte-hoogteverhouding van 3:2, zodat bijvoorbeeld een vierkleeds vlag drie meter bij twee meter groot is.
Bij de Koninklijke Marine worden nog steeds de maten van de vlaggen aan boord aangegeven in kleden, volgens onderstaande tabel:
| Grootte     | Lengte    | Hoogte   |
| ----------- | --------- | -------- |
| 1,5 kleeds  | 112,5 cm  | 75 cm    |
| 2,25 kleeds | 168,75 cm | 112,5 cm |
| 3 kleeds    | 225 cm    | 150 cm   |
| 4,5 kleeds  | 337,5 cm  | 225 cm   |
| 6 kleeds    | 450 cm    | 300 cm   |

Hierbij is uitgegaan van een lengte-hoogteverhouding van 3:2, zoals bij de Nederlandse vlag. Voor de standaarden van het Nederlandse Koninklijk Huis geldt een andere lengte-hoogteverhouding, waardoor de lengte anders zal zijn dan in bovenstaande voorbeelden.